# Lilia Fisikovici
Lilia Fisikovici (nume de fată Lilia Tozlovanu; n. 29 martie 1989, Tiraspol, RSS Moldovenească, URSS) este o maratonistă moldoveană.

## Carieră
S-a apucat de atletism la Tiraspol sub conducerea antrenorului Vikor Iudin. A luat locul doi la Maratonul de la Varșovia din 2015, cu un timp de 2:35:12. A făcut parte din lotul olimpic al Republicii Moldova la Jocurile Olimpice din 2016.
În anul 2019 sportiva a doborât recordul național la Maratonul de la Londra, cu timpul de 2:27:26. În 2021 a participat la Jocurile Olimpice de la Tokyo și a obținut locul trei la Maratonul de la Taipei.
Lilia Fisikovici este căsătorită cu un ucrainean. Cei doi au împreună trei copii.

## Recorduri personale
| Probă       | Performanță | Dată               | Locație        |
| ----------- | ----------- | ------------------ | -------------- |
| Semimaraton | 1:10:45 RN  | 15 septembrie 2018 | Ústí nad Labem |
| Maraton     | 2:27:26 RN  | 28 aprilie 2019    | Londra         |

## Realizări
| An   | Competiție                               | Locație                  | Loc | Eveniment   | Note     |
| ---- | ---------------------------------------- | ------------------------ | --- | ----------- | -------- |
| 2005 | Campionatul European de Cros (sub 20)    | Tilburg, Olanda          | 76  | 4,83 km     | 17:05    |
| 2007 | Campionatul European de Juniori (sub 20) | Hengelo, Olanda          | 15  | 3000 m      | 10:04,57 |
| 2007 | Campionatul European de Juniori (sub 20) | Hengelo, Olanda          | 13  | 5000 m      | 17:30,72 |
| 2015 | Warszawa Marathon                        | Varșovia, Polonia        | 2   | maraton     | 2:35:12  |
| 2016 | Jocurile Olimpice                        | Rio de Janeiro, Brazilia | 27  | maraton     | 2:34:05  |
| 2017 | Campionatul European de Cros             | Šamorín, Slovacia        | 57  | 8,23 km     | 29:06    |
| 2018 | Campionatul Mondial de Semimaraton       | Valencia, Spania         | 36  | semimaraton | 1:12:11  |
| 2018 | Kraków Marathon                          | Cracovia, Polonia        | 1   | maraton     | 2:31:27  |
| 2018 | Ljubljana Marathon                       | Ljubljana, Slovenia      | 6   | maraton     | 2:28:26  |
| 2019 | London Marathon                          | Londra, Marea Britanie   | 14  | maraton     | 2:27:26  |
| 2020 | Campionatul Mondial de Semimaraton       | Gdynia, Polonia          | 67  | semimaraton | 1:13:32  |
| 2021 | Jocurile Olimpice                        | Tokyo, Japonia           | 54  | maraton     | 2:39:59  |
| 2021 | Taipei Marathon                          | Taipei, Taiwan           | 3   | maraton     | 2:32:48  |
| 2022 | Campionatul European                     | München, Germania        | 47  | maraton     | 2:47:44  |